# Улица Октябрьской Революции (Уфа)
У́лица Октя́брьской Револю́ции в Уфе расположена на территории Кировского района. Пролегает с запада на восток, начинаясь с улицы Ленина и заканчиваясь на набережной реки Белой. На улице сосредоточено более 40 объектов культурного наследия.

## История
Первоначальное название нижней части улицы, начавшей формироваться раньше всего — Малая Репная по названию Малой Репной слободы, в которой располагалась улица. В дальнейшем улица стала называться Казанской, поскольку с неё начиналась Казанская дорога. Казанская, позднее — Большая Казанская улица — соединяла старую часть Уфы с её новым центром и долгое время служила главной улицей города. Однако на рубеже XIX—XX вв. улица утратила статус центральной, которыми стали Александровская, Каретная, Большая Вавиловская, Никольская, Лазаретная (Центральная), и утратила своё значение.
После 1917 г. была переименована в улицу Октябрьской Революции.

## Исторические здания и сооружения
Нижняя часть улицы Октябрьской Революции изобилует старинными усадьбами и зданиями XIX в.:
- Заводоуправление И. И. Гутмана
- Особняк усадьбы В. Е. Поносова
- Усадьба Герасимова
- Дом Архангельских
- Дом Лузиных
- Первая пожарно-полицейская часть Уфы
- Особняк горнозаводчиков Демидовых
- Кирпичная усадьба Шамовых
- Кузнецовское училище (с 1880-х гг.)
- Особняк Чуфаровских
- Особняк Э. Н. Хасабова
- Спасский храм
- Дом причта Спасского храма
- Здание комитета попечительства о бедных
- Деревянная и кирпичная усадьбы Е. К. Ушковой
- Восточная и западная усадьбы Ю. В. Лапиной
- Дом Чувильдина и Ольшевской
- Восточная и западная усадьбы Зубовых
- Дом П. А. Иванова
- Особняк М. С. Васильева
- Восточная и западная усадьбы Безруковых
- Усадьбы И. А. Чижевой
- Дом Л. Г. Вареньковой
- Дом П. Т. Андреева
- Дом А. Н. Косицкой
- Дом К. П. Петровского
- Дом Попова
- Особняк В. А. Петунина
- Городское полицейское управление, ныне — Пожарная часть № 1
- Дом лесопромышленника Ф. Е. Чижева
- Здание землемерного училища, ныне — корпус Башкирского государственного педагогического университета
- Здание Волжско-Камского коммерческого банка
- Городское Чижевское здание, ныне — Уфимский педагогический колледж № 2
- Наркомат промышленности, ныне — корпус Башкирского государственного педагогического университета
- Дом А. К. Блохина
- Особняк Аверьяновых

## Достопримечательности
- Памятник Мифтахетдину Акмулле
- Башкирский государственный педагогический университет
- Здание пожарной части № 1 с каланчой

## Галерея
- Улица на старой открытке
- Памятник Мифтахетдину Акмулле
- Башкирский государственный педагогический университет